# Дајшон Пјер
Дајшон Пјер (енгл. Dyshawn Pierre; Витби, 17. новембар 1993) канадски је кошаркаш. Игра на позицијама крила и крилног центра, а тренутно наступа за Фенербахче.

## Каријера
Пјер је професионалну каријеру почео у сезони 2016/17. као играч немачког бундеслигаша Брауншвајга.  Каријеру је затим наставио у Динаму из Сасарија, где је провео три сезоне. Са овим клубом је 2019. године освојио ФИБА Куп Европе и италијански Суперкуп. Уврштен је и у други идеални тим ФИБА Лиге шампиона у сезони 2019/20. У јулу 2020. потписао је за турски Фенербахче.
Пјер је наступао за репрезентацију Канаде на Америчком првенству 2017. године.

## Успеси

### Клупски
- Динамо Сасари:
  - ФИБА Куп Европе (1): 2018/19.
  - Суперкуп Италије (1): 2019.

- Фенербахче:
  - Евролига (1): 2024/25.
  - Првенство Турске (2): 2021/22, 2023/24.
  - Куп Турске (2): 2024, 2025.

### Појединачни
- Идеални тим ФИБА Лиге шампиона — друга постава (1): 2019/20.

### Репрезентативни
- Светско првенство до 17 година:  2010.